# Val-de-Bride
Val-de-Bride – miejscowość i gmina we Francji, w regionie Grand Est, w departamencie Mozela.
Według danych na rok 1990 gminę zamieszkiwało 730 osób, a gęstość zaludnienia wynosiła 66 osób/km² (wśród 2335 gmin Lotaryngii Val-de-Bride plasuje się na 469. miejscu pod względem liczby ludności, natomiast pod względem powierzchni na miejscu 531.).